# 连通器原理
连通管原理是指连通器注入液體後，液體由高處往低處流，因為每個水管口的壓力皆相等，當液面靜止時，液面必定在同一平面上，與容器形狀、長度、粗細無關。自來水供應系統、鍋爐的水位計和用透明塑膠管裝水來測定兩面牆是否等高就是應用連通管原理的方式。